# Kim Basinger
Kim Basinger, właśc. Kimila Ann Basinger (ur. 8 grudnia 1953 w Athens) – amerykańska aktorka filmowa i telewizyjna, modelka. Laureatka Oscara za drugoplanową rolę w filmie Tajemnice Los Angeles (1997).
W 1992 otrzymała własną gwiazdę w Alei Gwiazd w Los Angeles znajdującą się przy 7021 Hollywood Boulevard.

## Życiorys

### Wczesne lata
Urodziła się w Athens w stanie Georgia w rodzinie metodystów jako jedna z pięciorga dzieci Ann Lee (z domu Cordell; 1925–2017), baletnicy, pływaczki i fotomodelki, i Donalda Wade Basingera (1923–2016), muzyka jazzowego big-bandu i byłego żołnierza United States Army. Jej rodzina była pochodzenia niemieckiego, szkockiego, szwedzkiego i francuskiego. Ma dwóch braci – Micka i Skipa oraz dwie siostry – Ashley i Barbarę.
Z powodu sytuacji w rodzinnym domu Basinger stała się chorobliwie nieśmiała i miała ogromne problemy z nawiązywaniem kontaktów z rówieśnikami. Bała się nawet czytać na głos w klasie i kiedy któregoś dnia nauczyciel wyznaczył ją do tego zadania, wpadła w panikę. Aby przezwyciężyć nieśmiałość, jej rodzice zapisali ją na lekcje tańca. W szkole uprawiała również pływanie i gimnastykę. Wkrótce okazało się, że uzdolniona jest również muzycznie i świetnie śpiewa. W 1971 ukończyła szkołę średnią Athens High School. Uczęszczała na University of Georgia.
Uczęszczała na wieczorne kursy aktorstwa w prestiżowym Neighborhood Playhouse i występowała jako piosenkarka w nocnych klubach Greenwich Village.

### Kariera

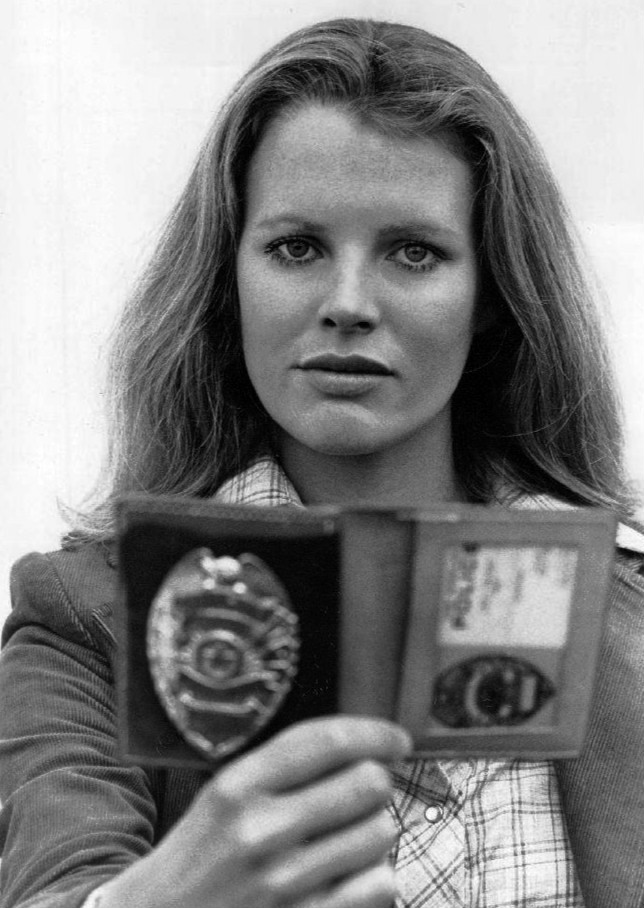
Kim Basinger w serialu Pies i kot (1977)

W wieku 16 lat wygrała wybory Miss Junior stanu Georgia. Zwycięstwo w tych wyborach pozwoliło jej brać udział w wyborach krajowych w Nowym Jorku, gdzie została dostrzeżona przez Eileen Ford, która zaproponowała jej kontrakt z renomowaną Ford Modeling Agency. Brała udział w kampaniach promocyjnych światowych takich marek jak Revlon, Clairol czy Maybelline. Gdy miała 20 lat, została modelką i zarabiała tysiące dolarów dziennie. Z wybiegu wkrótce trafiła na plan filmowy.
Karierę aktorską zaczynała w 1972 występem w reklamie szamponu Breck. W 1976 wyjechała do Los Angeles. Wkrótce potem nadeszły propozycje udziału w serialach, w tym w jednym z odcinków serialu ABC Aniołki Charliego (1976) pt. „Aniołki w kajdankach” oraz w pilocie do serialu telewizyjnego Pies i kot (Dog and Cat, 1977) jako policyjny detektyw J.Z. Kane. Kandydowała do regularnej roli w drugim sezonie Aniołki Charliego, którą ostatecznie dostała Cheryl Ladd, aż wreszcie otrzymała oferty ról w filmach pełnometrażowych. Zadebiutowała na dużym ekranie w westernie Hard Country (1981) z Daryl Hannah. Jej kariera nabrała tempa po roli dziewczyny agenta Jamesa Bonda u boku Seana Connery’ego w filmie Nigdy nie mów nigdy (1983).
W 1983 była na okładce magazynu „Playboy”. Rola Memo Paris w dramacie sportowym Urodzony sportowiec (The Natural, 1984) z Robertem Redfordem i Glenn Close przyniosła jej nominację do Złotego Globu. Prawdziwym przełomem okazał się występ w 9 1/2 tygodnia (1986) u boku Mickeya Rourke’a i od tamtej pory Basinger mogła przebierać w scenariuszach. W 1987 odebrała niemiecką nagrodę kinową Jupiter za główne role w trzech filmach: jako Michel Duval w melodramacie kryminalnym Richarda Pearce’a Bez litości (No Mercy, 1986) z Richardem Gere’em, Nadine Hightower w komedii Roberta Bentona Nadine (1987) z Jeffem Bridgesem i Nadia Gates, której nie wolno stawiać drinków w komedii romantycznej Blake’a Edwardsa Randka w ciemno (Blind Date, 1987) u boku Bruce’a Willisa. Rola Celeste Martin w komedii fantastycznonaukowej Moja macocha jest kosmitką (My Stepmother Is an Alien, 1988) przyniosła jej nominację do Nagrody Saturn w kategorii najlepsza aktorka. Za postać dziennikarki Vicki Vale w filmie Tima Burtona Batman (1989) z Jackiem Nicholsonem była nominowana do Nagrody Saturna w kategorii najlepsza aktorka drugoplanowa. Lecz choć na ekranach pojawiała się regularnie, już wkrótce proponowane role przestały być tak atrakcyjne i często ograniczały się jedynie do drugiego planu. W 1991 zajmowała 10. miejsce w zestawieniu najlepiej opłacanych aktorów na świecie (z honorarium w wysokości 2,5 mln dol.), przy czym była drugą najlepiej opłacaną aktorką (za Michelle Pfeiffer).
Była nominowana do Złotej Maliny dla najgorszej aktorki za występ w filmach takich jak Zawód pan młody (The Marrying Man, 1991) u boku swojego byłego męża Aleca Baldwina, Diagnoza zbrodni (Final Analysis, 1992) z Richardem Gere’em, Wspaniały świat (Cool World, 1992), Ucieczka gangstera (The Getaway, 1994), Marzyłam o Afryce (I Dreamed of Africa, 2000) i Próba sił (Bless the Child, 2000). Jej decyzja o wycofaniu się z produkcji Uwięziona Helena (1993) spowodowała, że została pozwana przez producentów do sądu, przegrała sprawę i sąd zasądził osiem milionów dolarów odszkodowania na rzecz producentów. Orzeczenie sądu ostatecznie zostało jednak odrzucone w drugiej instancji, ale rachunki za adwokatów, które aktorka musiała zapłacić, zmusiły ją do ogłoszenia bankructwa. Przez kolejne trzy lata pozostawała bez pracy.
Pojawia się w teledysku Toma Petty „Mary Jane’s Last Dance” (1993). W 1997 wraz z Prince’em nagrała album Hollywood Affair. Powróciła do filmu kreacją luksusowej prostytutki Lynn Bracken w dramacie kryminalnym Tajemnice Los Angeles (1997), za którą otrzymała nagrodę Oscara i Złoty Glob dla najlepszej aktorki drugoplanowej. Zaśpiewała w ducie z Ozzy Osbourne „Shake Your Head” (2005). Za rolę Marion Cole w komediodramacie Drzwi w podłodze (The Door in the Floor, 2004) z Jeffem Bridgesem była nominowana do nagrody Boston Society of Film Critics Award. Za rolę byłej kochanki głównego bohatera (Jamie Dornan), która wprowadziła go w BDSM w melodramacie erotycznym Ciemniejsza strona Greya (Fifty Shades Darker, 2017) otrzymała Złotą Malinę jako najgorsza aktorka drugoplanowa.
Była na okładkach magazynów, takich jak „Vogue”, „Max”, „Interview”, „Playboy”, „Ekran” (w listopadzie 1989), „InStyle”, „Allure”, „Esquire”, „Elle”, „Vanity Fair” i „Cosmopolitan”.

## Życie prywatne
12 października 1980 wyszła za mąż za Rona Snyder-Brittona. Jej małżeństwo rozpadło się 20 grudnia 1989. Spotykała się również z Richardem Gere’em (1986), producentem telewizyjnym Jonem Petersem (1988−1989) i Prince’em (1989–1990). W maju 1990 poznała Aleca Baldwina. Pobrali się 19 sierpnia 1993. Mają córkę Ireland Eliesse (ur. 23 października 1995). Jednak małżeństwo zakończyło się rozwodem, zwieńczonym burzliwą batalią o opiekę nad córką, 3 września 2002.

## Filmografia

### filmy fabularne
| Rok  | Tytuł                                                               | Rola                                     | Reżyser                 |
| ---- | ------------------------------------------------------------------- | ---------------------------------------- | ----------------------- |
| 1977 | Dog and Cat (TV)                                                    | oficer J.Z. Kane                         | Bob Kelljan             |
| 1978 | Katie: Portrait of a Centerfold (TV)                                | Katie McEvera                            | Robert Greenwald        |
| 1978 | Katastrofa lotu Eastern Air Lines 401 (The Ghost of Flight 401, TV) | Prissy Frasier                           | Steven Hilliard Stern   |
| 1981 | Kraj dla twardzieli (Hard Country)                                  | Jodie                                    | David Greene            |
| 1981 | Killjoy (TV)                                                        | Laury Medford                            | John Llewellyn Moxey    |
| 1982 | Gorączka złota (Mother Lode)                                        | Andrea Spalding                          | Charlton Heston         |
| 1983 | Nigdy nie mów nigdy (Never Say Never Again)                         | Domino Petachi                           | Irvin Kershner          |
| 1983 | Mężczyzna, który kochał kobiety (The Man Who Loved Women)           | Louise Carr                              | Blake Edwards           |
| 1984 | Urodzony sportowiec (The Natural)                                   | Memo Paris                               | Barry Levinson          |
| 1985 | Chora miłość (Fool for Love)                                        | May                                      | Robert Altman           |
| 1986 | 9 1/2 tygodnia (Nine 1/2 Weeks)                                     | Elizabeth McGraw                         | Adrian Lyne             |
| 1986 | Bez litości (No Mercy)                                              | Michel Duvall                            | Richard Pearce          |
| 1987 | Randka w ciemno (Blind Date)                                        | Nadia Gates                              | Blake Edwards           |
| 1987 | Nadine                                                              | Nadine Hightower                         | Robert Benton           |
| 1988 | Moja macocha jest kosmitką (My Stepmother Is an Alien)              | Celeste Martin                           | Richard Benjamin        |
| 1989 | Batman                                                              | Vicki Vale                               | Tim Burton              |
| 1991 | Zawód pan młody (The Marrying Man)                                  | Vicki Anderson                           | Jerry Rees              |
| 1992 | Wspaniały świat (Cool World)                                        | Holli Would                              | Ralph Bakshi            |
| 1992 | Diagnoza zbrodni (Final Analysis)                                   | Heather Evans                            | Phil Joanou             |
| 1993 | Niesamowita McCoy (The Real McCoy)                                  | Karen McCoy                              | Russell Mulcahy         |
| 1993 | Świat Wayne’a 2 (Wayne’s World 2)                                   | Honey Hornée                             | Stephen Surjik          |
| 1994 | Prêt-à-Porter                                                       | Kitty Potter                             | Robert Altman           |
| 1994 | Ucieczka gangstera (The Getaway)                                    | Carol McCoy                              | Roger Donaldson         |
| 1996 | While You Were Sleeping 2                                           | Kathy Bryant                             | James Morton            |
| 1997 | Tajemnice Los Angeles (L.A. Confidential)                           | Lynn Bracken                             | Curtis Hanson           |
| 2000 | Marzyłam o Afryce (I Dreamed of Africa)                             | Kuki Gallman                             | Hugh Hudson             |
| 2000 | Próba sił (Bless the Child)                                         | Maggie O’Connor                          | Chuck Russell           |
| 2002 | Ludzie, których znam (People I Know)                                | Victoria Gray                            | Daniel Algrant          |
| 2002 | 8. Mila (8 Mile)                                                    | Stephanie Smith                          | Curtis Hanson           |
| 2004 | Zabójcza blondynka (Elvis Has Left the Building)                    | Harmony Jones                            | Joel Zwick              |
| 2004 | Komórka (Cellular)                                                  | Jessica Martin                           | David R. Ellis          |
| 2004 | Drzwi w podłodze (The Door in the Floor)                            | Marion Cole                              | Tod Williams            |
| 2006 | Strażnik (The Sentinel)                                             | Pierwsza dama Sarah Ballentine           | Clark Johnson           |
| 2006 | Władza pieniądza (Even Money)                                       | Carol Carver                             | Mark Rydell             |
| 2006 | Tron syreny (The Mermaid Chair, TV)                                 | Jessie Sullivan                          | Steven Schachter        |
| 2008 | Informers (The Informers)                                           | Laura Sloan                              | Gregor Jordan           |
| 2008 | Granice miłości (The Burning Plain)                                 | Gina                                     | Guillermo Arriaga       |
| 2008 | Zaraz wracam (While She Was Out)                                    | Della Myers (także producent wykonawczy) | Susan Montford          |
| 2010 | Mystery of the Hope Diamond (dokumentalny)                          | narrator                                 | Mark Radice             |
| 2010 | Charlie St. Cloud                                                   | Claire St. Cloud                         | Burr Steers             |
| 2012 | Black November                                                      | Kristy                                   | Jeta Amata              |
| 2013 | Legendy ringu (Grudge Match)                                        | Sally Rose                               | Peter Segal             |
| 2013 | Miasta miłości (Third Person)                                       | Elaine Leary                             | Paul Haggis             |
| 2014 | Cztery minuty (4 Minute Mile)                                       | Claire Jacobs                            | Charles Olivier-Michaud |
| 2014 | The 11th Hour                                                       | Maria                                    | Anders Morgenthaler     |
| 2016 | Nice Guys. Równi goście (The Nice Guys)                             | Judith Kutner                            | Shane Black             |
| 2017 | Ciemniejsza strona Greya (Fifty Shades Darker)                      | Elena Lincoln                            | James Foley             |
| 2018 | Nowe oblicze Greya (Fifty Shades Freed)                             | Elena Lincoln                            | James Foley             |

### Seriale TV
| Rok  | Tytuł                                                | Rola                       | Sieć telewizyjna | Odcinek                     |
| ---- | ---------------------------------------------------- | -------------------------- | ---------------- | --------------------------- |
| 1976 | Gemini Man                                           | Sheila                     | NBC              | „Night Train to Dallas”     |
| 1976 | Aniołki Charliego (Charlie’s Angels)                 | Linda Oliver               | ABC              | „Angels in Chains”          |
| 1977 | McMillan i jego żona (McMillan & Wife)               | Janet Carney               | NBC              | „Dark Sunrise”              |
| 1977 | The Six Million Dollar Man                           | Lorraine Stenger           | ABC              | „The Ultimate Imposter”     |
| 1977 | Dog and Cat                                          | oficer J.Z. Kane           | ABC              |                             |
| 1978 | Vega$                                                | Allison Jorden             | ABC              | „Lady Ice”                  |
| 1979 | Stąd do wieczności (From Here to Eternity, spin-off) | Lorene Rogers              | NBC              |                             |
| 1980 | Stąd do wieczności (From Here to Eternity)           | Lorene Rogers              | NBC              |                             |
| 1998 | Simpsonowie (The Simpsons)                           | w roli samej siebie (głos) | Fox              | „When You Dish Upon a Star” |

## Nagrody
| Rok  | Nagroda                           | Kategoria                      | Film                            |
| ---- | --------------------------------- | ------------------------------ | ------------------------------- |
| 1998 | Nagroda Akademii Filmowej         | Najlepsza aktorka drugoplanowa | Tajemnice Los Angeles (1997)    |
| 1998 | Złoty Glob                        | Najlepsza aktorka drugoplanowa | Tajemnice Los Angeles (1997)    |
| 1998 | Nagroda Gildii Aktorów Ekranowych | Najlepsza aktorka drugoplanowa | Tajemnice Los Angeles (1997)    |
| 2018 | Złota Malina                      | Najgorsza aktorka drugoplanowa | Ciemniejsza strona Greya (2017) |